# Мегін Келлі
Мегін Марі Келлі-Брант (англ. Megyn Marie Kelly-Brunt; нар. 18 листопада 1970, Сірак'юс, Нью-Йорк, США) — американська журналістка, телеведуча, юристка.

## Біографія
Мегін Марі Келлі народилася 18 листопада 1970 року в Олбані (штат Нью-Йорк, США) в родині ірландського походження, а виросла у Сірак'юсі, що в тому ж штаті. Коли Мегін було 15 років, її батько помер від серцевого нападу. Мати пізніше одружилася знову. У Мегін є старший брат Піт Келлі, який проживає в Атланті, і сестра — неодружена мати трьох дітей.
Келлі відвідувала початкову школу Текумсе в передмісті Сиракузи, штат Нью-Йорк. Коли їй було 9 років, її сім'я переїхала до Делмара, штат Нью-Йорк, передмістя Олбані, де вона відвідувала Центральну середню школу Віфлеєму. В інтерв'ю виданню Newsweek Келлі зізналась, що, коли вона була в 7-му класі, з неї знущалась група 12-річних дівчат.
Вона здобула ступінь бакалавра політології в Школі громадянства та громадських справ Максвелла при Сиракузькому університеті в 1992 році і ступінь доктора права в Шкопі права Олбані в 1995 році.

## Освіта та кар'єра
У 1995 році закінчила Школу права Олбані. Наступні 9 років Келлі займалася юридичною практикою в «Jones Day». Спочатку вона працювала юристкою в «Chicago office of Bickel & Brewer LLP». Під час роботи там стала співавторкою статті для Американської асоціації юристів під назвою «Конфлікт ролей адвоката як директора», з чого і почалася її журналістська кар'єра.
Також Мегін Келлі протягом 10 років була тренеркою з аеробіки.

### NBC
В 2017 році Келлі перейшла працювати на канал NBC. В інтерв'ю журналу People 2017 року вона пояснила свій перехід до NBC тим, що на Fox News в неї був дуже жорсткий графік, і в неї не було змоги проводити більше часу з дітьми. За повідомлення в пресі, за контрактом з NBC Келлі мала отримувати винагороду в розмірі 17 мільйонів доларів на рік.
В червні 2017 року стартувало суботнє вечірні шоу Келлі «Суботній вечір з Мегін Келлі» (англ. Sunday Night with Megyn Kelly). Прем'єрою шоу стало її інтерв'ю з Володимиром Путіним. 25 вересня 2017 року на NBC стартувало ранкове шоу Келлі «Мегін Келлі Сьогодні» (англ. Megyn Kelly Today). Ранкове шоу Келлі часто привертало увагу ЗМІ через відверті запитання Келлі гостям шоу або через її скандальні коментарі. Так, Джейн Фонді Келлі задала питання про те, чому Фонда не пишається тим, що зверталась до пластичної хірургії. Фонда відповіла на це питанням: «Ми справді хочемо говорите про це?» Після цього Фонда змінила тему. Фонда сказала, що питання Келлі було дивним і недоречним. Пізніше Келлі в своєму ранковому шоу сказала, що не жалкує про своє запитання Фонді, оскільки Фонда прийшла на шоу просувати свій фільм про старіння, і, що Фонда роками говорила про те, що їй подобається втілювати старших жінок, а чесна дискусія про старіння передбачає питання пластичної хірургії, особливо, з огляду на те, що більшість жінок у віці Фонди не виглядають як Фонда. Крім того, Келлі зазначила, що до приходу на шоу, Фонда дуже відверто обговорювала те, що вона користувалась послугами пластичної хірургії в інших інтерв'ю.
За повідомленнями в пресі рейтинги перших випусків шоу Келлі були аналогічними іншим ранковим шоу на NBC. Аудиторія першого випуску шоу склала 2,9 мільйонів глядачів, другого випуску — 2,6 мільйонів, а в кінці тижня кількість глядачів впала до 2,3 мільйонів. Мейнстримні медіа критично ставились до ранкового шоу Келлі. Газета Нью-Йорк Таймс називала шоу «невправним», а журнал Rolling Stone назвав шоу «помийним бардаком».
В жовтні 2018 року Келлі у своєму ранковому шоу задалася питанням, що є расизмом в контексті костюмів на Хелловін. «Тому що ви справді наражаєтесь на неприємності, якщо ви біла людина, яка на Хелловін робить обличчя чорним, або чорна людина, яка на Хелловін робить обличчя білим. Коли я була дитиною, це було нормально, якщо ти одягався як персонаж» — сказала Келлі. Такі коментарі викликали шквал критики. Видання Нью-Йорк Таймс назвало ремарки Келлі «феєричними», зазначивши, що саме в тому і полягала проблема: таким людям, як Келлі не доводилось розмірковувати над тим, яким цей світ був для інших, відмінних людей, дізнаватись про таких інших людей або замислюватись над тим, що дії, слова або «невинні» розваги можуть спричинити біль таким іншим людям. Келлі також критикували за ці коментарі колеги з NBC: Ендрю Лек, голова новинного підрозділу телеканалу, NBC News, сказав, що засуджує ремарки Келлі, назвавши їх «невдалими». В наступному випуску свого ранкового шоу Келлі виступила з вибаченнями, зазначивши, що, «враховуючи історію використання чорного обличчя расистами в цій країні, неприпустимо, щоб вона було частиною будь-якого костюма, на Хелловін чи з іншого приводу». Келлі додала: «я розумію цінність чутливості до нашої історії, особливо до питань раси та етнічної приналежності. Минулий рік був болючим для багатьох кольорових людей. Країна відчуває себе настільки розділеною, і я не хочу посилювати цей біль і образу. Я вважаю, що це час для більшого розуміння, більшої любові, більшої чуйності та шани. Я хочу бути частиною цього.» 26 жовтня 2018 року канал NBC скасувало шоу «Мегін Келлі Сьогодні». Журнал The Atlantic зазначав, що, скоріше за все, канал і так збирався скасувати шоу через його низькі рейтинги, а для Келлі знайти іншу роль на каналі, однак, через скандал, викликаний її коментарями про чорні обличчя, вирішив розлучитись із Келлі, щоб надати собі більш морального вигляду.

### Sirius XM 7
Келлі оголосила про запуск своєї медіа-продюсерської компанії Devil May Care Media 10 вересня 2020 року, випустивши подкаст «Шоу Мегін Келлі». Прем'єра його першого епізоду відбулася 28 вересня.
6 липня 2021 року було оголошено, що подкаст переїде на Sirius XM 7 вересня 2021 року, щоб транслюватися по буднях о 12 годині дня за східним часом на розмовному радіоканалі Triumph, разом з відеосимулякром, доступним для передплатників Sirius XM.

### Республіканські дебати 2023
В грудні 2023 року Келлі стала одним з модераторів дебатів між Ніккі Гейлі, Роном Десантісом, Вівеком Равасвамі та Крісом Крісті — республіканських кандидатів на висунення від Республіканської партії на вибори президента США 2024 року. Під час дебатів Келлі задала питання Ніккі Гейлі, чи не занадто тісно вона пов'язана з мільярдерами та банками, щоб «щоб завоювати представників робочого класу — прихильників Республіканської партії, який здебільшого хоче зламати систему, а не обрати когось, хто їй підпорядкований?». Крім того, Келлі пред'явила Десантісу його низькі результати в опитуваннях та його невдалу передвиборчу кампанію. Равасвамі вона докоряла непослідовністю, а Крісу Крісті заявила, що більшість виборців-республіканців не можуть його терпіти. Келлі також тиснула на Крісті з тим, щоб той висловив свою позицію щодо ставлення до транс-дітей: вона нагадала, що Крісті, будучи губернатором Нью-Джерсі, підписав закон, який вимагав опіку над неповнолітніми з урахуванням гендерної ідентичності. Келлі зазначила: «Операції, які роблять неповнолітнім, передбачають відрізання частин тіла в той час, коли ці діти не можуть навіть легально викурити сигарету». «В дітей, які переходять від блокаторів статевого дозрівання до трансгендерної гормональної терапії, набагато більша ймовірність розвинення безпліддя. Як так вийшло, що ви вважаєте, що батьки повинні погоджуватися на ці операції, не кажучи вже про стерилізацію дитини?» — звернулась вона до Крісті.
Видання Нью-Йорк Таймс стримано-схвально відгукнулось про модераторство Келлі в цих дебатах, зазначивши, що Келлі та інші модератори, яких вона очолювала, на відміну від модераторів попередніх дебатів, піднімали питання про Дональда Трампа — теми, яку, відповідно до Нью-Йорк Таймс, ці кандидати воліють уникати. У Гаффінгтон пост Келлі критикували через її позицію щодо транс-дітей, і називали її твердження медично непідтвердженими.

## Номінації і нагороди
У 2014 році Келлі увійшла до Time 100 — щорічного списку 100 найвпливовіших людей у світі за версією американського журналу Time.
У 2016 році Келлі увійшла до «25-ти найцікавіших осіб року» за версією журналу People.

## Особисте життя
Перший шлюб Мегін з доктором Деніелом Кендаллом закінчився розлученням у 2006 році.
З 1 березня 2008 року Мегін одружена з бізнесменом Дугласом Брантом. У подружжя є троє дітей: син Едвард Йейтс Брант (нар. 25.09.2009), дочка Ярдлі Еванс Брант (нар. 14.04.2011) і син Тетчер Брей Брант (нар. 23.07.2013).

## В популярній культурі
В американському фільмі 2019 року «Сенсанція» (англ. Bombshell) Мегін Келлі зіграла акторка Шарліз Терон. За повідомленням Нью-Йорк Таймс Келлі не брала участі у створенні фільму, а також не спілкувалась з Шарліз Терон. Келлі висловилась про фільм наступним чином: «Перегляд цієї картини був неймовірно емоційним досвідом як для мене та для тих, з ким я її дивилась». Вона також додала, що неодмінно змінила б деякі речі в картині.